# 33213 Diggs
33213 Diggs este o planetă minoră (asteroid) din centura de asteroizi. A fost descoperită pe 24 martie 1998 la Experimental Test Site⁠(d) de Lincoln Near-Earth Asteroid Research. 
Obiectul prezintă o orbită caracterizată de o semiaxă mare de 2,7398506 UAi, o excentricitate de 0,16, o înclinație de 4,12231 ° în raport cu ecliptica.